# Мелак (замок)
За́мок Мела́к (фр. Château de Mélac) — за́мок XIV—XVI веков на юге Франции в исторической провинции Руэрг, современный департамент Аверон. Памятник истории.

## История
Замок был построен в начале XIV века семьёй Гозон для защиты дороги от долины реки Сернон к плато Ларзак. Использовался как второй замок семьи (основным был располагавшийся неподалёку замок Гозон). На тот момент замок состоял из двух башен и трёх соединявших их корпусов, расположенных в форме буквы П. В замке прошли ранние годы великого магистра ордена Госпитальеров Дьёдонне де Гозона (умер в 1353).
К концу XIV века, после разрушения замка Гозон, замок Мелак стал основной резиденцией семьи. В XV веке к замку был пристроен четвёртый, юго-западный корпус, в результате чего стал представлять собой прямоугольник с внутренним двором. Тогда же появились аркады и галереи в северо-западном и северо-восточном корпусе и третья, северная башня. В XVI веке была достроена южная башня, а сам замок перестроен в ренессансном стиле. 
В 1581 году замок был захвачен гугенотами. В 1654 году основная ветвь семьи Гозон угасла, и замок перешёл во владение семьи Монкальм. Он не использовался в течение трёх десятилетий, после чего был превращён в ферму. Во время Великой французской революции был конфискован в пользу государства, а затем продан.

## Архитектура
Замок представляет собой один из ярчайших примеров ренессансной архитектуры южного Руэрга. Строился и перестраивался на протяжении трёх веков разными архитекторами без общего плана. Состоит из четырёх соединённых между собой корпусов общим размером 32 на 22 метра, внутри которых находится ренессансный внутренний дворик с колоннадами и арками, и трёх сторожевых башен (первоначально башен было четыре, одна не дошла до нашего времени). Южная — самая новая — башня круглая, имеет высоту 17 метров и увенчана куполом Внутри — зал стражи XIV века со стрелочными арками из туфа и розового песчаника.

## Современное состояние
Замок находится в частной собственности, в 1993 году был признан историческим памятником. Начиная с 1985 года его владельцами проводилась многолетняя реставрация замка Мелак, результатом чего было получение в 2009 году престижной профессиональной премии за лучшую реставрацию, присвоенную Ассоциацией старых французских домов (VMF).
В замке проводятся экскурсии, во время которых можно увидеть отреставрированные сторожевую и ренессансную башни, зал стражи, помывочное помещение, конюшни, а также жилище крестьянина XIX века, которые были устроены в замке после Великой французской революции. 
В летнее время в замке также проводятся музыкальные фестивали. 